# Trophée Jean Rougeau
Trophée Jean Rougeau (ang. Jean Rougeau Trophy) – nagroda przyznawana zespołowi w kanadyjskiej lidze juniorskiej w hokeju na lodzie QMJHL, który zdobył najwięcej punktów w fazie zasadniczej rozgrywek. Po raz pierwszy przyznano ją w sezonie 1969–1970.

## Lista nagrodzonych
- 2016–2017: Saint John Sea Dogs, 102 punkty
- 2015–2016: Rouyn-Noranda Huskies, 113 punktów
- 2014–2015: Rimouski Océanic, 99 punktów
- 2013–2014: Baie-Comeau Drakkar, 99 punktów
- 2012–2013: Halifax Mooseheads, 120 punktów
- 2011–2012: Saint John Sea Dogs, 103 punktów
- 2010–2011: Saint John Sea Dogs, 119 punktów
- 2009–2010: Saint John Sea Dogs, 109 punktów
- 2008–2009: Drummondville Voltigeurs, 112 punktów
- 2007–2008: Huskies de Rouyn-Noranda, 97 punktów
- 2006–2007: Lewiston Maineiacs, 106 punktów
- 2005–2006: Moncton Wildcats, 107 punktów
- 2004–2005: Océanic de Rimouski, 98 punktów
- 2003–2004: Olympiques Gatineau, 107 punktów
- 2002–2003: Drakkar de Baie-Comeau, 108 punktów
- 2001–2002: Titan d’Acadie-Bathurst, 99 punktów
- 2000–2001: Shawinigan Cataractes, 116 punktów
- 1999–2000: Océanic de Rimouski, 102 punktów
- 1998–1999: Remparts de Québec, 108 punktów
- 1997–1998: Remparts de Québec, 98 punktów
- 1996–1997: Hull Olympiques, 99 punktów
- 1995–1996: Granby Prédateurs, 114 punktów
- 1994–1995: Laval Titan, 98 punktów
- 1993–1994: Laval Titan, 99 punktów
- 1992–1993: Sherbrooke Faucons, 94 punktów
- 1991–1992: Verdun Collège Français, 101 punktów
- 1990–1991: Saguenéens de Chicoutimi, 92 punktów
- 1989–1990: Victoriaville Tigres, 89 punktów
- 1988–1989: Trois-Rivières Draveurs 88 punktów
- 1987–1988: Hull Olympiques, 90 punktów
- 1986–1987: Granby Bisons, 100 punktów
- 1985–1986: Hull Olympiques, 108 punktów
- 1984–1985: Shawinigan Cataractes, 98 punktów
- 1983–1984: Laval Voisins, 108 punktów
- 1982–1983: Laval Voisins, 106 punktów
- 1981–1982: Sherbrooke Castors, 86 punktów
- 1980–1981: Cornwall Royals, 90 punktów
- 1979–1980: Sherbrooke Castors, 97 punktów
- 1978–1979: Trois-Rivières Draveurs, 122 punktów
- 1977–1978: Trois-Rivières Draveurs, 101 punktów
- 1976–1977: Remparts de Québec, 92 punktów
- 1975–1976: Sherbrooke Castors, 111 punktów
- 1974–1975: Sherbrooke Castors, 109 punktów
- 1973–1974: Sorel Eperviers, 117 punktów
- 1972–1973: Remparts de Québec, 102 punktów
- 1971–1972: Cornwall Royals, 96 punktów
- 1970–1971: Remparts de Québec, 109 punktów
- 1969–1970: Remparts de Québec, 75 punktów